# Väluste
Väluste är en ort i Estland. Den ligger i Tarvastu kommun och landskapet Viljandimaa, i den södra delen av landet, 140 km sydost om huvudstaden Tallinn. Väluste ligger 46 meter över havet och antalet invånare är 106.
Terrängen runt Väluste är platt. Runt Väluste är det glesbefolkat, med 10 invånare per kvadratkilometer. Närmaste större samhälle är Viljandi, 18,4 km väster om Väluste. Omgivningarna runt Väluste är en mosaik av jordbruksmark och naturlig växtlighet.